# Погорілко Віктор Федорович
Погорілко Віктор Федорович (нар. 12 серпня 1938–2006) — український правознавець, академік Академії правових наук України.

## Короткий життєпис
Віктор Погорілко народився у селі Маринівка Донецької області.
1963 закінчив Київський університет за спеціальністю правознавство.
Після закінчення університету три роки працював в органах прокуратури Вінницької області.
1966 вступив до аспірантури при Інституті держави і права.

## Наукові праці
1970 року захистив дисертацію на здобуття наукового ступеня кандидата юридичних наук на тему «Роль місцевих Рад народних депутатів у здійсненні господарсько-організаторської функції Радянської держави».

## Нагороди
| № | Нагорода                                                                                              | Рік  |
| 1 | Медаль «В пам'ять 1500-річчя Києва»                                                                   | 1982 |
| 2 | Медаль «Ветеран праці»                                                                                | 1985 |
| 3 | Орден «За заслуги» III ступеня                                                                        | 1996 |
| 4 | Орден «За заслуги ІІ ступеня»                                                                         | 1999 |
| 5 | Премія ім. М. П. Василенка                                                                            | 2002 |
| 6 | Почесна грамота Кабінету Міністрів України                                                            | 2002 |
| 7 | Почесна грамота Верховної Ради України                                                                | 2004 |
| 8 | Державна премія України в галузі науки і техніки за багатотомну наукову працю «Юридична енциклопедія» | 2004 |